# 8381 Гауптман
8381 Гауптман (8381 Hauptmann) — астероїд головного поясу, відкритий 21 вересня 1992 року.
Тіссеранів параметр щодо Юпітера — 3,472.